# Trey McBride
Trey McBride (geboren am 22. November 1999 in Greeley, Colorado) ist ein US-amerikanischer American-Football-Spieler auf der Position des Tight Ends. Er spielte College Football für die Colorado State University und wurde im NFL Draft 2022 in der zweiten Runde von den Arizona Cardinals ausgewählt.

## College

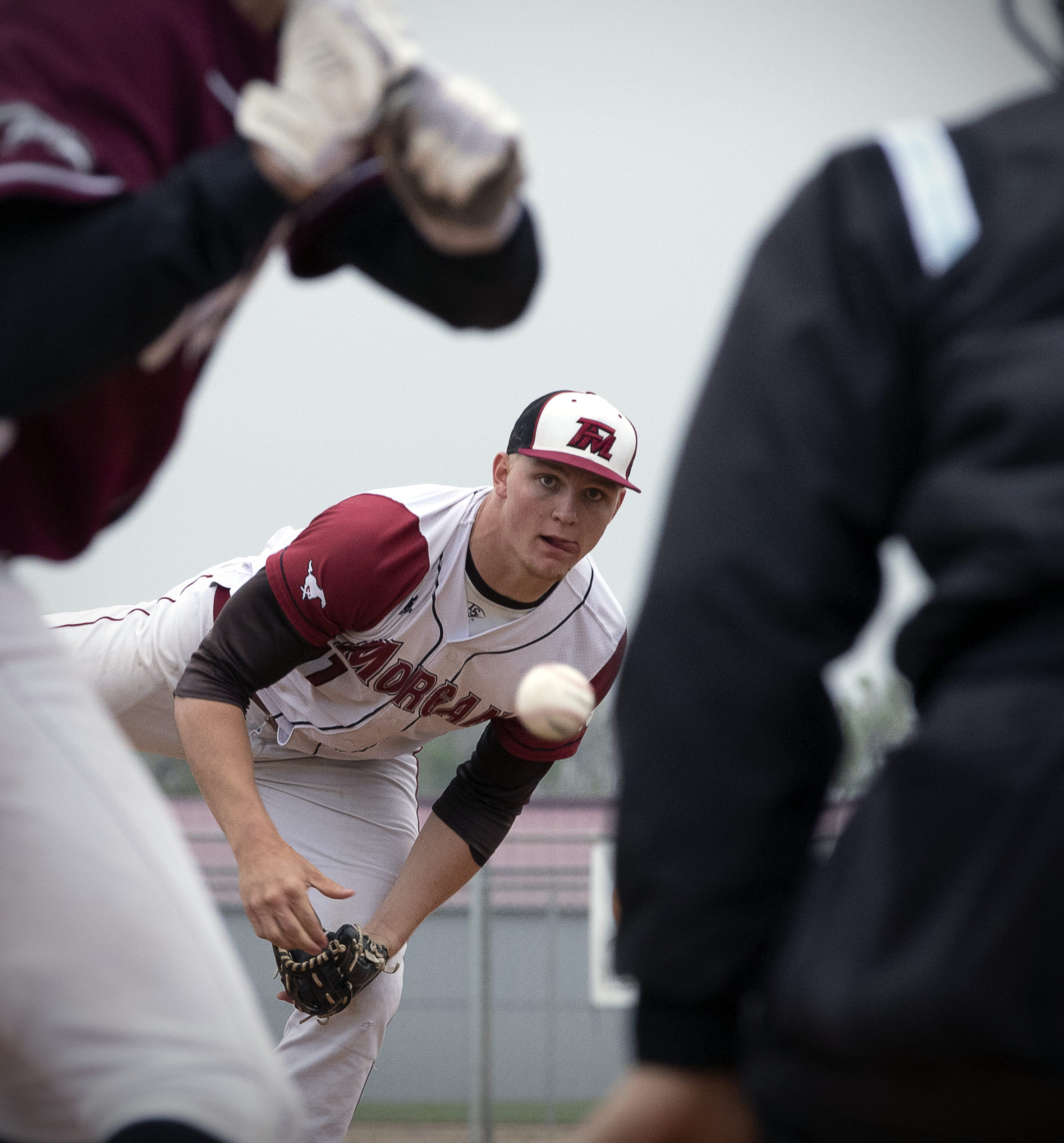
Trey McBride pitcht den Ball bei einem Baseballspiel 2018

McBride wurde in Greeley, Colorado, geboren und besuchte die Highschool in Fort Morgan, wo er Football, Baseball und Basketball spielte. Ab 2018 ging McBride auf die Colorado State University, um College Football für die Colorado State Rams zu spielen. Sein älterer Bruder Toby spielte als Defensive Lineman für die Rams. Er kam bereits als Freshman in fünf von zwölf Spielen als Starter zum Einsatz. In der Saison 2019 wurde er mit 45 gefangenen Pässen, 560 Yards und vier Touchdowns in das All-Star-Team der Mountain West Conference gewählt. Im August 2020 strebte McBride kurzzeitig über das Transfer Portal den Weg an ein anderes College an, nachdem die Mountain West Conference bekanntgegeben hatte, die Saison wegen der COVID-19-Pandemie abzusagen. Letztlich blieb er jedoch bei den Colorado State Rams, da die Saison schließlich doch stattfand. In der auf vier Spiele verkürzten Saison führte McBride sein Team mit 22 gefangenen Pässen für 330 Yards und vier Touchdowns jeweils an.
In der Saison 2021 fing McBride 90 Pässe für 1121 Yards und einen Touchdown, was ihm seine zweite Wahl in das All-Star-Team der Mountain West Conference einbrachte. Er wurde mit dem John Mackey Award als bester Tight End der Saison ausgezeichnet, zudem wurde er als erster Spieler der Colorado State Rams sowie als erster Offensivspieler aus der Mountain West Conference zum Unanimous All-American gewählt. Er stellte an seinem College jeweils neue Bestwerte für die meisten gefangenen Pässe und Yards eines Tight Ends sowohl in einer Saison als auch insgesamt auf. McBride fing in vier Jahren 164 Pässe für 2100 Yards und elf Touchdowns.

## NFL
McBride wurde im NFL Draft 2022 in der zweiten Runde an 55. Stelle als erster Tight End in diesem Jahr von den Arizona Cardinals ausgewählt. Nach dem verletzungsbedingten Ausfall von Zach Ertz nahm McBride ab Mitte der Saison eine größere Rolle ein und fing insgesamt 29 Pässe für 265 Yards und einen Touchdown.

### NFL-Statistiken
| Saison                             | Team              | Spiele | Spiele | Rushing | Rushing | Rushing | Rushing | Rushing | Fumbles | Fumbles |
| Saison                             | Team              | GP     | GS     | Rec     | Yds     | Avg     | Lng     | TD      | Fum     | Lost    |
| ---------------------------------- | ----------------- | ------ | ------ | ------- | ------- | ------- | ------- | ------- | ------- | ------- |
| 2022                               | Arizona Cardinals | 16     | 13     | 29      | 265     | 9,1     | 29      | 1       | 1       | 0       |
| 2023                               | Arizona Cardinals | 17     | 12     | 81      | 825     | 10,2    | 38      | 3       | 1       | 0       |
| 2024                               | Arizona Cardinals | 16     | 16     | 111     | 1.146   | 10,3    | 37      | 2       | 1       | 0       |
| Total                              | Total             | 49     | 41     | 221     | 2.236   | 10,1    | 38      | 6       | 2       | 0       |
| Quelle: pro-football-reference.com |                   |        |        |         |         |         |         |         |         |         |